# Église de la garnison Saint-Martin (Dresde)
Pour les articles homonymes, voir Église Saint-Martin.
L'église de la garnison Saint-Martin (Garnisonkirche St. Martin) ou église simultanée Saint-Martin, est l'ancienne église de garnison du quartier Albertstadt de Dresde, construit pour accueillir une grande partie de l'armée du royaume de Saxe. Cette église simultanée a été édifiée au milieu de la ville de garnison, durant la deuxième phase de construction de ce quartier, entre 1893 et 1900.
Elle se divisait en deux lieux de culte séparés, l'un pour le culte luthérien et l'autre pour le culte catholique. Depuis 1945, seule l'ancienne partie catholique est utilisée pour les deux cultes. L'église simultanée Saint-Martin sert depuis d'église paroissiale à la paroisse Saint-François-Xavier de Dresde-Neustadt. Elle se trouve sur la Stauffenbergallee.

## Localisation
L'église se situe sur la Stauffenbergallee (anciennement appelée Heeresstraße ou Carolaallee) à proximité directe du bâtiment central de l'arsenal. Les entrées de l'église se trouvent sur son côté nord, elles donnent sur la Stauffenbergallee. Cette disposition inhabituelle était destinée à simplifier l'entrée et le regroupement des troupes appartenant à des religions différentes.
À l'est de l'église, passe la vallée faiblement encaissée de la Prießnitz ; l'église elle-même domine légèrement non seulement la vallée de la Prießnitz, mais aussi le centre-ville de Dresde. Au sud s'étend le Alaunpark, poumon vert du quartier pittoresque de Äußere Neustadt. Du côté sud, l'église n'est pas entourée d'autres bâtiments, mais d'un paysage de forêts et de parc.

## Architecture
L'église de la garnison de Dresde une église double. C'est-à-dire qu'elle n'a qu'un clocher (de 90 m de hauteur), mais deux nefs, l'une pour les catholiques, l'autre pour les luthériens, ce qu'on appelle en allemand une Simultantkirche, ou église simultanée. Ce n'était pas une église paroissiale, mais une église desservant uniquement la garnison. Le royaume de Saxe était essentiellement luthérien-protestant, mais il y avait aussi un certain nombre de communautés catholiques en Lusace et dans le sud-ouest du royaume, et la dynastie était catholique.
L'église a été construite dans le style historiciste. Dans son aspect extérieur, elle montre surtout des éléments de style roman. Les bâtiments environnants de la garnison, eux aussi principalement historicistes, s'orientent toutefois surtout vers le style classique. Les architectes de l'église étaient Hermann Viehweger et William Lossow, lequel est connu surtout en tant qu'architecte de la gare centrale de Leipzig. Le matériau de construction de l'église est le grès.
L'église de garnison fait partie des derniers exemples d'architecture sacrée historiciste à Dresde. À peine deux ans après sa consécration, le bureau d'architectes Schilling et Graebner a mis en chantier, dans le quartier de Strehlen, la Christuskirche, une des premières églises de la Reformarchitektur. Dans ses bâtiments ultérieurs William Lossow, lui aussi, a utilisé des éléments stylistiques qui s'opposaient à l'historicisme.
De l'extérieur, la séparation stricte des deux parties de l'église ne se voit pas immédiatement. L'église simultanée esquisse un plan en forme de croix latine, qui est toutefois coupé par un mur intérieur. La partie catholique se trouve dans la partie est de la nef ainsi esquissée, et la partie luthérienne occupe le transept de cette croix latine. En particulier la façade sud richement structurée laisse croire à une nef longue et unique. Les chœurs des deux parties sont alignés du côté est et donc parallèles. C'est la partie luthérienne ante qui est la plus grande.
L'église ne possède qu'un clocher, qui constitue, de par sa hauteur de 90 mètres et l'altitude de l'église, un point de repère dans le paysage de Dresde. Il est placé sur la façade nord, à peu près entre les deux secteurs.

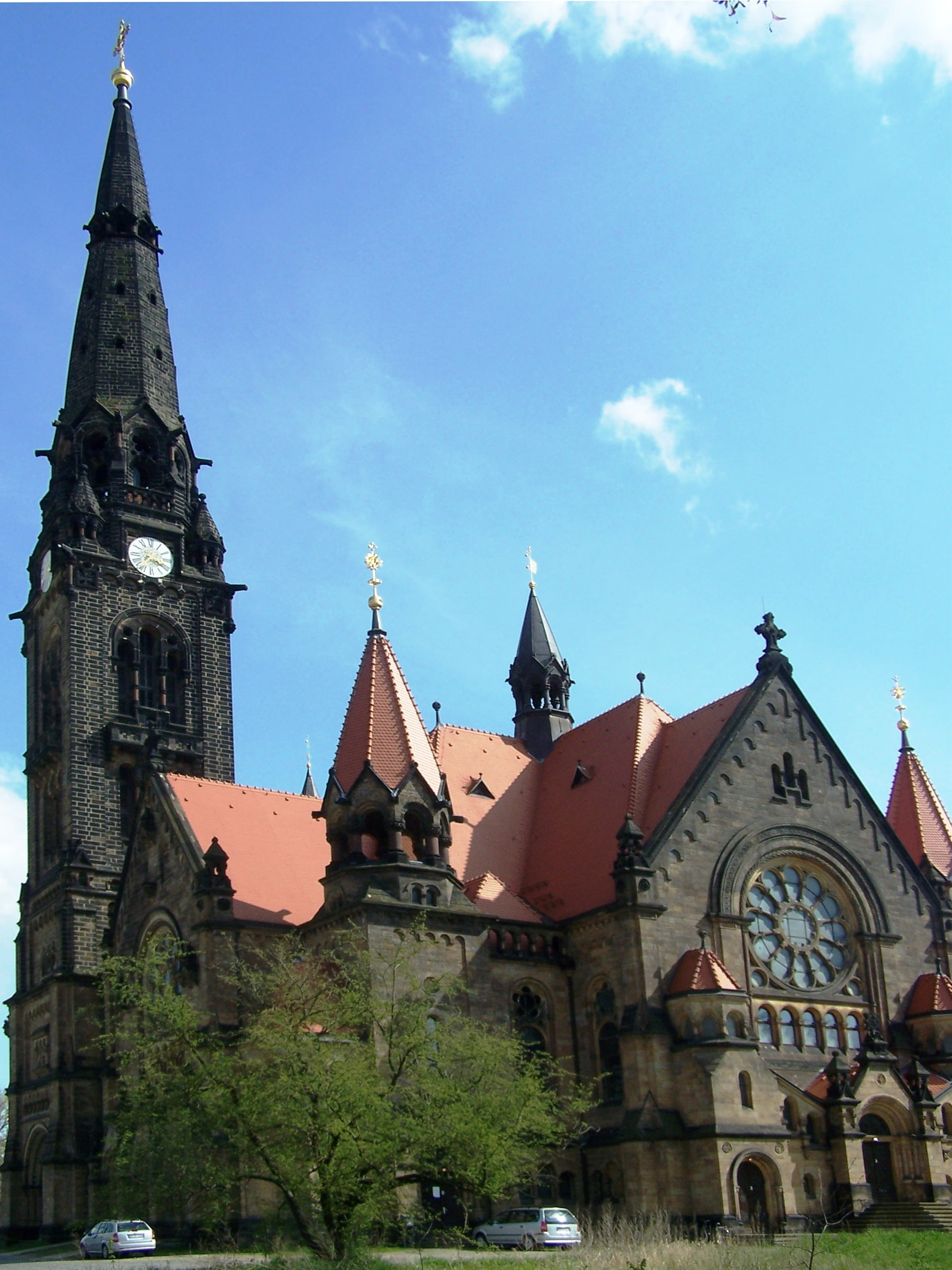
Le fronton ouest

## Histoire
Après la fondation de l'Empire allemand, un complexe militaire a été fondé à Dresde dans le quartier d'Albertstadt, pour accueillir au départ environ 10 000 soldats de l'armée de Saxe, et même légèrement plus par la suite. Les anciennes casernes, disséminées à travers la ville, et dont l'aumônerie était encore prise en charge par les églises de la ville, se voyaient supplantées par ce nouveau complexe. 
En vertu du principe cujus regio, ejus religio sur lequel repose la paix d'Augsbourg, et à cause de la décision du prince Maurice de Saxe de favoriser le luthéranisme, Dresde était presque exclusivement protestante (luthérienne), de sorte que les militaires catholiques utilisaient la seule église catholique de Dresde, à savoir la cathédrale. Le culte luthérien était assuré par la Dreikönigskirche sur la Hauptstraße.
Le complexe militaire d'Albertstadt a été financé principalement par les paiements versés par la France après la guerre franco-prussienne de 1870 ; les cloches de l'église ont été fondues dans le métal des canons capturés.
Le bureau de William Lossow (de) et Hermann Viehweger a remporté le concours pour construire l'église. Pour l'église simultanée, trois premières pierres ont été posées le 28 octobre 1895, respectivement pour les deux secteurs confessionnels et une troisième pour le clocher, afin de marquer que celui-ci ne fait partie d'aucun des deux secteurs confessionnels. L'église a été consacrée le 28 octobre 1900.
Pendant les attaques aériennes sur le centre-ville de Dresde, les 13 et 14 février 1945, l'église a été épargnée. La caserne d'artillerie à proximité directe de l'église a été lourdement endommagée et n'a pas été reconstruite. Aux environs de l'église, aussi bien Albertstadt comme objectif militaire, que le Äußere Neustadt, densément peuplé, n'ont été la cible d'aucun bombardement lors des attaques sur Dresde. 
Après la guerre, l'église a perdu sa fonction d'église de garnison. Tandis que la partie luthérienne a été utilisée à des fins profanes, la paroisse Saint-François-Xavier, dont l'église sur la Hauptstraße dans le quartier de Innere Neustadt avait été détruite, a trouvé en l'église de garnison un lieu de culte de rechange. Le nom de ce lieu sacré est depuis lors église simultanée Saint-Martin.
Durant l'après-guerre, Albertstadt - aussi à cause des destructions dans le centre-ville - a surtout eu un rôle important de lieu historique et de mémoire. Ainsi, des documents rendus publics des institutions nationales ainsi que de la bibliothèque nationale et des collections d'objets d'art ont par la suite été regroupés dans les bâtiments de la garnison. La phonothèque de la bibliothèque a pris place dans l'église de garnison. Avec la réouverture des bâtiments d'exposition et des musées, Albertstadt a abandonné ces missions au cours des années. Depuis 2002, la phonothèque a emménagé dans le bâtiment principal de la nouvelle Bibliothèque d'État et universitaire de Saxe à Dresde.
Avec l'ouverture de la caserne d'Albertstadt, en 1998, dans laquelle se trouve l'école d'officiers de l'armée de terre, l'église de garnison est redevenue le siège d'une aumônerie militaire luthérienne et catholique.

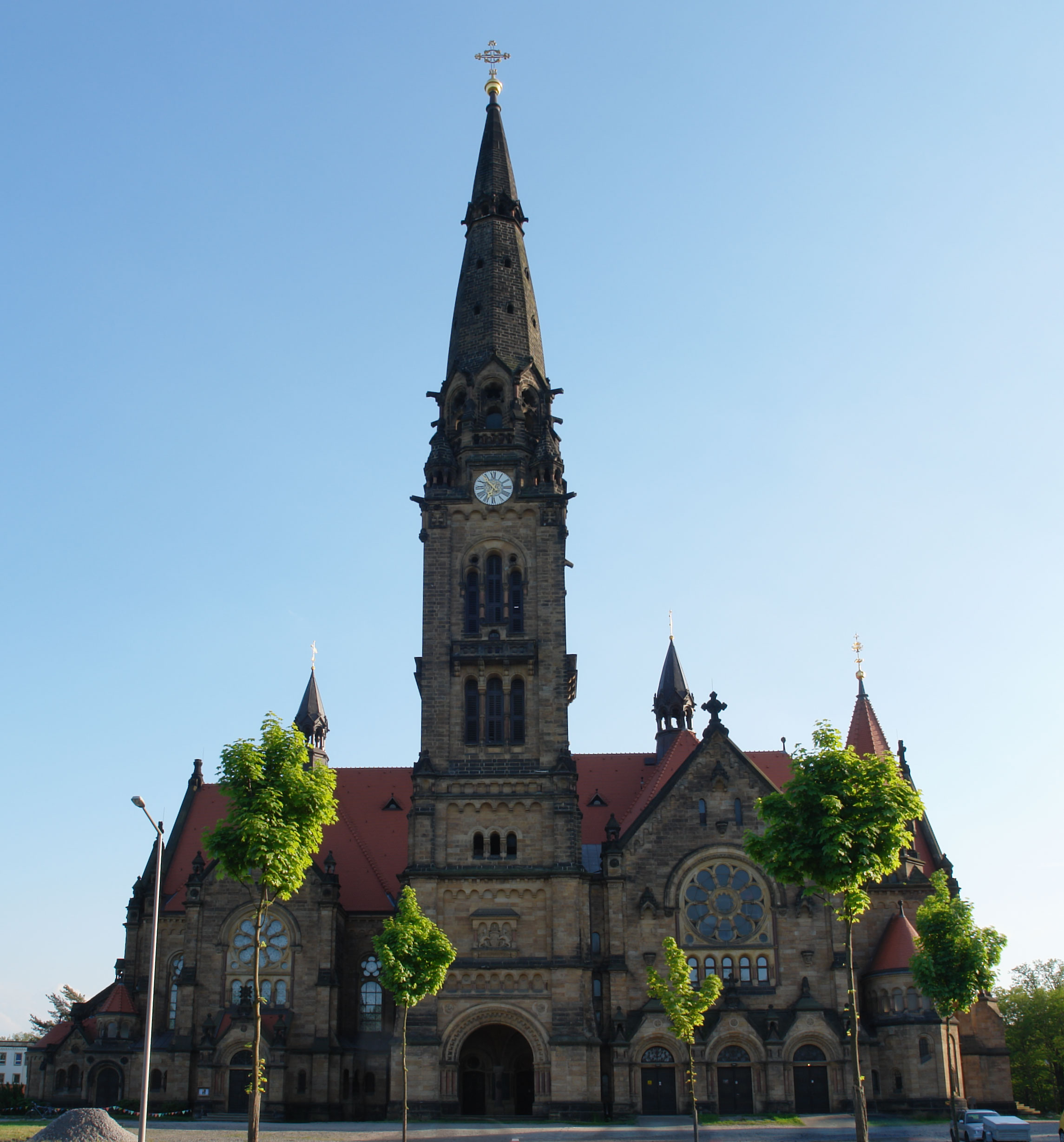
Vue de la façade nord : à gauche l'entrée catholique, à droite l'ancienne entrée luthérienne, entre les deux le clocher, qui ne relève d'aucun des deux cultes
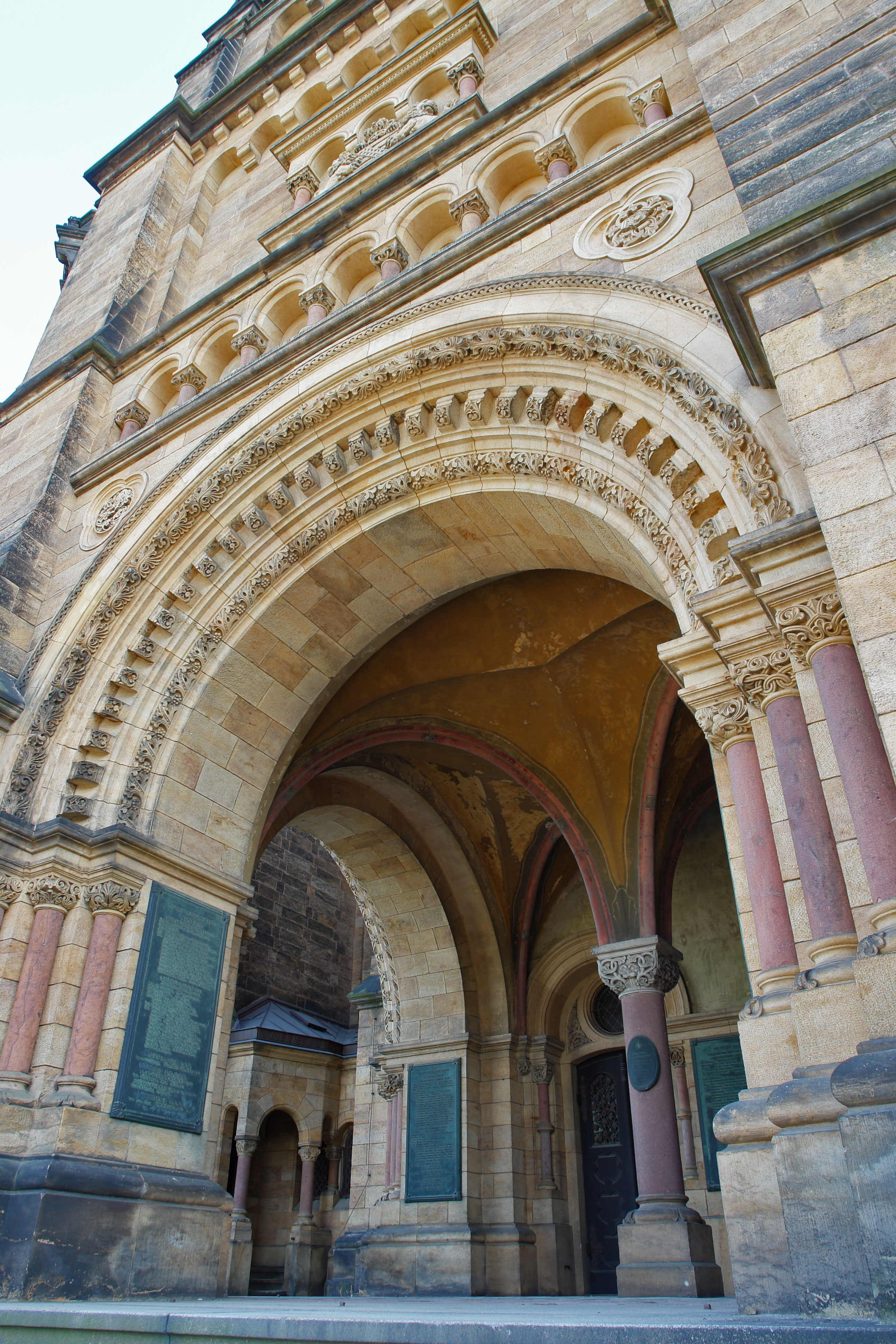
Ornementation d'un arc au pied du clocher